# Gornja Ričica
Gornja Ričica je naseljeno mjesto u općini Uskoplje, Federacija Bosne i Hercegovine, BiH.

## Zemljopis
Gornja Ričica se nalazi na oko 900 metara nadmorske visine, na blago nagnutim padinama prema dolini Ričice.
Do Gornje Ričice vodi makadamska cesta iz Donje Ričice.

## Povijest
Na popisu stanovništva iz 1885. Gornja Ričica (Ričica gornja) je u sklopu općine Bojska imala 21 stanovnika (13 katolika i 8 muslimana). Na sljedećem popisu iz 1895. Gornja Ričica se s Donjom Ričicom i Ričičkim Dolom navodi kao dio Ričice.
Na popisu 1961. u naselju je živjelo 88 stanovnika (81 Hrvat i 7 Muslimana), dok je na popisu 1971. u naselju živjelo 88 stanovnika (71 Hrvat i 17 Muslimana). Godine 1981. u Gornjoj Ričici je živjelo 45 stanovnika (svi Hrvati).
Tijekom rata, pripadnici Armije RBiH su protjerali hrvatsko stanovništvo iz Gornje Ričice i okolnih naselja, spalili kuće te uništili katoličko groblje i kapelicu u Gornjoj Ričici koje pripadaju župi Skopaljska Gračanica. Kapelica je nakon rata obnovljena, a groblje uređeno.

## Stanovništvo

### 1991.
Nacionalni sastav stanovništva 1991. godine, bio je sljedeći:
ukupno: 14
- Hrvati - 14

### 2013.
Na popisu stanovništva 2013. godine bilo je bez stanovnika.